# 淠史杭灌区
淠史杭灌区是中国地跨安徽、河南两省的一个灌区，其水源为淠河、史河和杭埠河，覆盖4市17个县区。灌区设计面积683.7万亩，实际面积为467.3万亩，仅次于都江堰灌区，位居中国第二。进水闸设计流量为539立方米每秒。